# Allégorie de l'Amour
L'Allégorie de l'Amour est une série de quatre tableaux du peintre italien Paul Véronèse (Paolo Veronese), réalisée aux alentours de 1570 et conservée actuellement à la National Gallery de Londres.

## Description
| Image | Titre                                    | Format           | Date      | Remarques |
| ----- | ---------------------------------------- | ---------------- | --------- | --------- |
|       | Allégorie de l'Amour I L'Infidélité      | 189,9 × 189,9 cm | Vers 1570 |           |
|       | Allégorie de l'Amour II Le Dédain        | 188 × 188 cm     | Vers 1570 |           |
|       | Allégorie de l'Amour III Le Respect      | 188 × 188 cm     | Vers 1570 |           |
|       | Allégorie de l'Amour IV L'Heureuse union | 188 × 188 cm     | Vers 1570 |           |

## Histoire
Ces tableaux ont été peints pour orner un plafond et forment une série complète. Certains experts ont établi qu'ils avaient été commandés par l'empereur Rodolphe II du Saint-Empire (1552-1612) pour garnir les plafonds du château de Prague.